# Charles Avery (Schauspieler)
Charles Avery Bradford (* 28. Mai 1873 in Chicago, Illinois, Vereinigte Staaten; † 23. Juli 1926 in Los Angeles, Kalifornien, Vereinigte Staaten) war ein US-amerikanischer Schauspieler, Regisseur und Drehbuchautor.

## Karriere
Charles Avery stand zunächst auf der Theaterbühne mit Stücken wie Charley’s Aunt (Charleys Tante). Er war auch in der Broadway-Produktion The Clansman zu sehen. Das Stück wurde später als Die Geburt einer Nation ein großer Filmerfolg. Im Jahr 1908 kam er zur American Mutoscope and Biograph Company. Von dort holte ihn Mack Sennett nach Keystone. Er wurde einer der ursprünglichen sieben Keystone Cops. Nach Aussage von Avery hat er fast ein Drittel der Komödien von Roscoe „Fatty“ Arbuckle  bei den Keystone Studios erstellt. Während seiner Zeit bei Keystone traf er auch Charlie Chaplin. Dort lieh er Charlie seine Jacke, die dieser für seine Rolle in Der Tramp benötigte.
In den 1920er-Jahren verließ er die Firma und spielte in Low-Budget-Western mit. Avery beging am 23. Juli 1926 in seinem Haus Selbstmord.

## Filmografie

### Als Schauspieler
| - 1908: The Helping Hand - 1908: The Valet’s Wife - 1908: The Taming of the Shrew - 1908: Father Gets in the Game - 1909: Dooley’s Thanksgiving Turkey - 1909: The Little Darling - 1909: The Seventh Day - 1909: With Her Card - 1909: A Strange Meeting - 1909: The Cardinal’s Conspiracy - 1909: The Necklace - 1909: The Peachbasket Hat - 1909: Was Justice Served? - 1909: Her First Biscuits - 1909: The Son’s Return - 1909: The Lonely Villa - 1909: The Violin Maker of Cremona - 1909: What Drink Did - 1909: Eradicating Aunty - 1909: Two Memories - 1909: Resurrection - 1909: The Jilt - 1909: The French Duel - 1909: One Busy Hour - 1909: The Suicide Club - 1909: Tis an Ill Wind That Blows No Good - 1909: Twin Brothers - 1909: Confidence - 1909: A Drunkard’s Reformation - 1909: Jones and His New Neighbors - 1909: The Salvation Army Lass - 1909: Tragic Love - 1909: A Wreath in Time - 1909: Love Finds a Way - 1910: A Ranchman’s Simple Son - 1910: Perils of the Plains - 1910: The Man from Texas - 1910: Dooley Referees the Big Fight - 1910: Dooley’s Holiday - 1910: A Romance of the Prairie - 1912: A Day’s Outing - 1912: Hoffmeyer’s Legacy - 1912: Stolen Glory - 1912: Tragedy of the Dress Suit - 1912: The Would-Be Shriner - 1912: One Round O’Brien - 1912: Katchem Kate - 1912: Home Folks - 1912: Algy the Watchman - 1912: A Close Call - 1912: The Brave Hunter - 1912: Their First Kidnapping Case - 1913: Zuzu, the Band Leader - 1913: His Sister’s Kids - 1913: The Gusher - 1913: A Ride for a Bride - 1913: Cohen Saves the Flag - 1913: Fatty Joins the Force - 1913: A Muddy Romance - 1913: Love Sickness at Sea | - 1913: Fatty at San Diego - 1913: The Janitor - 1913: A Quiet Little Wedding - 1913: A Healthy Neighborhood - 1913: Their Husbands - 1913: Across the Alley - 1913: Billy Dodges Bills - 1913: When Dreams Come True - 1913: Mabel’s Dramatic Career - 1913: Fatty’s Day Off - 1913: Mabel’s New Hero - 1913: The Firebugs - 1913: The Work Habit - 1913: The Riot - 1913: Cohen’s Outing - 1913: Just Kids - 1913: Get Rich Quick - 1913: A Noise from the Deep - 1913: Love and Rubbish - 1913: The Telltale Light - 1913: Safe in Jail - 1913: Rastus and the Game Cock - 1913: A Bandit - 1913: Peeping Pete - 1913: Passions, He Had Three - 1913: The Gangsters - 1913: Toplitsky and Company - 1913: Twixt Love and Fire - 1913: Their First Execution - 1913: Algy on the Force - 1913: That Ragtime Band - 1913: Bangville Police - 1913: Cupid in a Dental Parlor - 1913: Those Good Old Days - 1913: Hide and Seek - 1913: The Chief’s Predicament - 1913: The Man Next Door - 1913: A Strong Revenge - 1913: The Rural Third Degree - 1913: A Deaf Burglar - 1913: The Sleuth’s Last Stand - 1913: The Elite Ball - 1913: A Double Wedding - 1914: The Sea Nymphs - 1914: Zip, the Dodger - 1914: Hello, Mabel - 1914: Mabel’s Busy Day - 1914: The Knockout - 1914: The Water Dog - 1914: The Bowery Boys - 1914: Mabel at the Wheel - 1914: A Bath House Beauty - 1914: Chicken Chaser - 1914: Tango Tangles - 1914: Won in a Closet - 1914: Too Many Brides - 1914: The Mystery of the Milk - 1925: The Fighting Ranger - 1926: Der Rabe von London (The Blackbird) - 1927: The Rambling Ranger - 1927: The Western Rover |

### Als Regisseur
| - 1913: Across the Alley - 1914: His Second Childhood - 1914: Hogan’s Annual Spree - 1914: Her Last Chance - 1914: The Great Toe Mystery - 1914: Love and Salt Water - 1915: A Submarine Pirate - 1915: A Lover’s Lost Control - 1915: Gussle Tied to Trouble - 1915: Gussle’s Backward Way - 1915: Gussle Rivals Jonah - 1915: The Beauty Bunglers - 1915: Gussle’s Wayward Path - 1915: Beating Hearts and Carpets - 1915: From Patches to Plenty - 1915: Hogan Out West - 1915: Hogan’s Aristocratic Dream - 1915: Hogan’s Romance Upset - 1915: Hogan, the Porter - 1915: Hogan’s Mussy Job | - 1915: Hogan’s Wild Oats - 1916: His Last Scent - 1916: His Lying Heart - 1916: A Modern Enoch Arden - 1917: Caught in the End - 1917: His Unconscious Conscience - 1917: Her Donkey Love - 1917: A Matrimonial Accident - 1917: The Girl and the Ring - 1917: A Janitor’s Vengeance - 1917: Skirt Strategy - 1917: Her Birthday Knight - 1917: The Bookworm Turns - 1917: The House of Scandal - 1917: Her Candy Kid - 1917: Done in Oil - 1919: A Kaiser There Was - 1921: The Riot - 1921: The Applicant |